# Sabrina Latreche
Sabrina Latreche, née le 30 juillet 1993, est une joueuse algérienne d'échecs.
Elle est médaillée d'or lors des championnats arabes 2014 en Jordanie et 2016 au Soudan. Également médaillée d'or de la 2e table et médaillée d'argent par équipe aux Jeux africains de 2011 à Maputo.
En 2018 et 2019 elle obtient la médaille d'or de Blitz aux championnats arabes à Dubaï et Alger respectivement.
Aux Jeux africains de 2019, elle obtient la médaille d'argent en rapid par équipe mixte et la médaille de bronze en rapid individuel féminin.